# Roxane Mesquida
Roxane Mesquida (Marseille, 1 oktober 1981) is een Franse actrice. Hoewel ze nooit acteerlessen volgde, verschijnt ze sinds 1998 bijna elk jaar in minimaal één (doorgaans Franse) film. Ze rolde het acteervak in toen ze bijna letterlijk van straat af geplukt werd door de Franse regisseur Manuel Pradal, die aan het proberen was de rolbezetting van zijn film Marie Baie des Anges rond te krijgen en Mesquida daarin de rol van Mireille gaf.

## Filmografie
- Play or Die (2019)
- Burning Shadow (2018)
- Mercury in Retrograde (2017)
- Malgré la nuit (2015)
- Nos futurs (2015)
- Réalité (2014)
- The American Tetralogy (2013)
- Wrong Cops (2013)
- Kiss of the Damned (2012)
- The Most Fun You Can Have Dying (2012)
- Dans ta bouche (2010)
- Sennentuntschi (2010)
- Kaboom (2010)
- Rubber (cultfilm, 2010)
- La dérive (2009)
- Une vieille maîtresse (The Last Mistress, 2007)
- Mentir un peu (2006, televisiefilm)
- Sheitan (Satan, 2006)
- Les vagues (2005, televisiefilm)
- Le grand voyage (2004)
- Sexes très opposés (Very Opposite Sexes, 2002)
- Sex Is Comedy (2002)
- Les paradis de Laura (2002, televisiefilm)
- À ma soeur! (Fat Girl, 2001)
- L'école de la chair (The School of Flesh, 1998)
- Marie Baie des Anges (Marie from the Bay of Angels, 1997)

- Bibliothèque nationale de France: cb14206350w (data)
- International Standard Name Identifier: 0000 0001 1934 4995
- Library of Congress Control Number: no2003076659
- Système universitaire de documentation: 077900553
- Virtual International Authority File: 51900457
- WorldCat: E39PBJrwVtVm9rGRcq4r9PPYT3